# Dalibor von Kozojedy

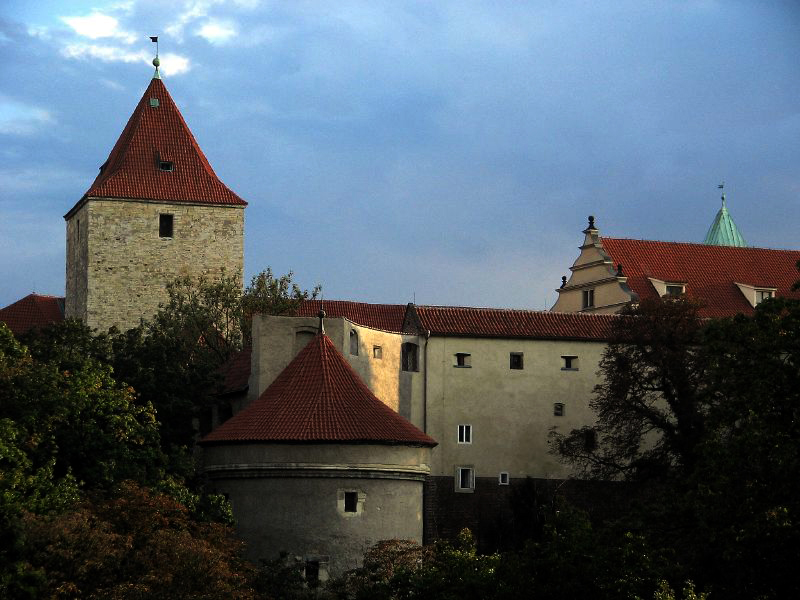
Die Prager Burg, unten in der Mitte der Gefängnisturm Daliborka

Dalibor von Kozojedy († vermutlich am 13. März 1498 in Prag) war ein böhmischer Ritter.

## Leben
Dalibor von Kozojedy entstammte einem alten Rittergeschlecht, das seinen Stammsitz in Kozojedy hatte. Sein Vater Aleš von Kozojedy war seit 1483 Herr auf Mnetěš. In der Zeit nach den Hussitenkriegen rief die zunehmende Last der Frondienste und die sich verschlechternde Lage der Landbevölkerung neue Unruhen in Böhmen hervor. Einer dieser frühen lokalen Bauernaufstände ereignete sich 1496 im nordostböhmischen Dorf Ploskovice, das zur Herrschaft des Adam Ploskovský von Drahonice gehörte.
Dessen Untergebene verweigerten neue Frondienste, eroberten den Hof und die Feste und zwangen den Grundherrn, sie aus seiner Macht zu entlassen. Anschließend traten sie freiwillig in die Dienste des Dalibor von Kozojedy über. Nachdem der Grundherr sich jedoch wenig später des Entlassungspapieres bemächtigen konnte, verklagte er den Ritter in Prag. Das Gericht befand Dalibor für schuldig, sich die fremden Güter unrechtmäßig angeeignet zu haben. Er wurde auf Befehl des Königs Vladislav II. festgenommen und im Gefängnisturm der Prager Burg inhaftiert. Mit dem Urteil vom 13. März 1498 beschlagnahmte das Gericht seinen Grundbesitz, er verlor seine Ehre und wurde schließlich hingerichtet. Das Urteil ging 1500 als Präzedenzfall in die Vladislavsche Landesordnung (Artikel 415) ein.
Dalibor wurde in der Folgezeit sehr unterschiedlich beurteilt: Der Chronist Václav Hájek z Libočan, der die Geschichte 1541 erstmals aufzeichnete, hielt lediglich fest, der Ritter habe die Bauern zu ihrer Empörung aufgestachelt. Da er einige Jahre zuvor vom eigenen Vater wegen Betrugs angeklagt worden war, urteilte bereits František Ladislav Rieger 1862, Dalibor habe aus Habgier gehandelt. Die Einschätzung, er sei ein Raubritter, Verräter und Betrüger gewesen, ist bis heute in einem Teil der Publikationen anzutreffen. Im Gegensatz dazu steht die Stilisierung Dalibors zum gerechten Unterstützer der geknechteten Bauern gegen ihren grausamen Herrn, die am prominentesten Alois Jirásek in seinen Alten böhmischen Sagen und Bedřich Smetana in seiner Oper Dalibor verbreitet haben. Zu dieser Version gehört auch die Geschichte, Dalibor habe im Gefängnis derart herzergreifend auf der Geige spielen gelernt, dass sich täglich Menschen um den Turm scharten, um ihm zuzuhören. 
Der bekannte Gefängnisturm an der Goldenen Gasse in der Prager Burg trägt den Namen Daliborka, da der verurteilte Ritter sein erster Insasse gewesen sein soll.